# Сюзан Ланглан
Сюза̀н Рашѐл Флор Лангла̀н (на френски: Suzanne Rachel Flore Lenglen, звуков файл за произношение) е френска тенисистка. През периода 1912 – 1926 г. печели 30 титли от Големия шлем, от които на сингъл шест на Ролан Гарос и шест на Уимбълдън.
През 1978 г. е включена в Международната тенис зала на славата.

## Биография
Родена е в Париж в семейството на собственика на транспортна компания Шарл Ланглан. В ранните си години тя страда от редица здравословни проблеми, включително хронична астма и баща ѝ решава, че за нея ще е добре да се занимава с тенис за да се закали. Само четири години след като хваща ракетата, на 14-годишна възраст, Ланглан играе финал на Първенството на Франция по тенис от 1914 г. (по това време турнирът е достъпен само за членовете на френските клубове). Тя губи в три сета от дотогавашната шампионка Маргьорит Брокеди. Това е единственият цял мач, загубен в цялата ѝ кариера (другата ѝ загуба е през 1921 г. на Отритото първенство на САЩ от Мола Бюрстед Малъри след отказ поради заболяване от магарешка кашлица). През същата година Ланглан става шампионка в World Hard Court Championships в Сен Клу, като на финала побеждава сънародничката си Джермейн Голдинг с 6 – 3, 6 – 2. Избухването на Първата световна война в края на годината спира повечето национални и международни състезания по тенис и кариерата ѝ е поставена под въпрос.
Завръща се през 1919 г. на Уимбълдън с победа на финала срещу седемкратната шампионка Доротея Ламбърт. Оттук нататък Сюзан Ланглан печели всичките си участия на Ролан Гарос и Уимбълдън до 1926 г. (през 1924 г. не участва поради заболяване от жълтеница). За този период тя диктува модата в тениса, въвежда нови техники и е сред първите тенисистки, които се състезават с къси поли.
През 1920 г. участва на летните олимпийски игри в Антверпен, където изцяло доминира над съперничките си. Тя губи само 4 гейма, от които 3 на финала срещу Дороти Холман. Освен титлата на сингъл печели златен медал на смесени двойки с Макс Декюжи и бронзов медал на двойки с Елизабет Д'Айен.
За периода 1926 – 1927 г. взима участие в професионално турне в САЩ и Канада, като играе и печели серия от 38 мача срещу Мери Кендал Браун. През февруари 1927 г. Ланглан се завръща в Париж и създава тенис школа в близост до Ролан Гарос. Школата бързо се разраства и придобива популярност, и през 1936 г. е призната за федерален център за обучение от Френската федерация по тенис. През този период тя написва и няколко книги за тенис.
През юни 1938 г. пресата обявява, че Сюзан Ланглан е диагностицирана с левкемия. Три седмици по-късно тя ослепява и почива от пернициозна анемия на 4 юли 1938 г.

## Успехи

### Титли на сингъл в турнири от Големия шлем (12)
| Година | Турнир          | Съперник               | Резултат             |
| 1919   | Уимбълдън       | Доротея Дъглас         | 10 – 8, 4 – 6, 9 – 7 |
| 1920   | Ролан Гарос (1) | Маргьорит Брокеди      | 6 – 1, 7 – 5         |
| 1920   | Уимбълдън (2)   | Доротея Дъглас         | 6 – 3, 6 – 0         |
| 1921   | Ролан Гарос (2) | Мола Малъри            | 6 – 2, 6 – 3         |
| 1921   | Уимбълдън (3)   | Елизабет Райън         | 6 – 2, 6 – 0         |
| 1922   | Ролан Гарос (3) | Елизабет Райън         | 6 – 3, 6 – 2         |
| 1922   | Уимбълдън (4)   | Мола Малъри            | 6 – 2, 6 – 0         |
| 1923   | Ролан Гарос (4) | Катлийн Маккейн Годфри | 6 – 2, 6 – 3         |
| 1923   | Уимбълдън (5)   | Катлийн Маккейн Годфри | 6 – 2, 6 – 2         |
| 1925   | Ролан Гарос (5) | Катлийн Маккейн Годфри | 6 – 1, 6 – 2         |
| 1925   | Уимбълдън (6)   | Джоан Фрай             | 6 – 2, 6 – 0         |
| 1926   | Ролан Гарос (6) | Мери Браун             | 6 – 1, 6 – 0         |

### Загубени финали на сингъл в турнири от Големия шлем (1)
| Година | Турнир      | Съперник          | Резултат            |
| 1914   | Ролан Гарос | Маргьорит Брокеди | 7 – 5, 4 – 6, 3 – 6 |

### Титли на двойки в турнири от Големия шлем (8)
| Година | Турнир      | Партньор       | Съперници                        | Резултат             |
| 1919   | Уимбълдън   | Елизабет Райън | Етел Томсън Доротея Чеймбърс     | 4 – 6, 7 – 5, 6 – 3  |
| 1920   | Уимбълдън   | Елизабет Райън | Идъл Томсън Доротея Чеймбърс     | 6 – 4, 6 – 0         |
| 1921   | Уимбълдън   | Елизабет Райън | Уинифред Биймич Ирен Боудър      | 6 – 1, 6 – 2         |
| 1922   | Уимбълдън   | Елизабет Райън | Маргарет Маккейн Катлийн Маккейн | 6 – 0, 6 – 4         |
| 1923   | Уимбълдън   | Елизабет Райън | Джоан Остин Евелин Колиър        | 6 – 3, 6 – 1         |
| 1925   | Ролан Гарос | Жули Власто    | Евелин Колиър Катлийн Маккейн    | 6 – 1, 9 – 11, 6 – 2 |
| 1925   | Уимбълдън   | Елизабет Райън | А.В. Бридж Мери Макилухам        | 6 – 2, 6 – 2         |
| 1926   | Ролан Гарос | Жули Власто    | Евелин Колиър Катлийн Маккейн    | 6 – 1, 6 – 1         |

### Титли на смесени двойки в турнири от Големия шлем (10)
| Година | Турнир      | Партньор         | Съперници                          | Резултат     |
| 1914   | Ролан Гарос | Макс Декюжи      |                                    |              |
| 1920   | Ролан Гарос | Макс Декюжи      |                                    |              |
| 1920   | Уимбълдън   | Джералд Патерсън | Елизабет Райън Рандолф Ликет       | 7 – 5, 6 – 3 |
| 1921   | Ролан Гарос | Жак Брюньон      |                                    |              |
| 1922   | Ролан Гарос | Жак Брюньон      |                                    |              |
| 1922   | Уимбълдън   | Пат О`Хара Уд    | Елизабет Райън Рандолф Ликет       | 6 – 4, 6 – 3 |
| 1923   | Ролан Гарос | Жак Брюньон      |                                    |              |
| 1925   | Ролан Гарос | Жак Брюньон      | Жули Власто Анри Коше              | 6 – 2, 6 – 2 |
| 1925   | Уимбълдън   | Жан Боротра      | Елизабет Райън Умберто Де Морпурго | 6 – 3, 6 – 3 |
| 1926   | Ролан Гарос | Жак Брюньон      | Сюзан ЛеБеснере Жан Боротра        | 6 – 4, 6 – 3 |